# 데사우현

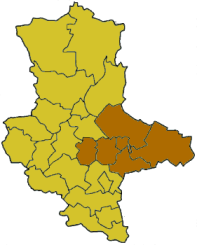
작센안할트주에서 데사우현의 위치

데사우현(독일어: Regierungsbezirk Dessau)은 과거 독일 작센안할트주 동부에 있던 현(Regierungsbezirk)이다. 현도는 데사우였으며 폐지 당시의 면적은 4,280.26km2, 인구는 529,571명(2002년 기준), 인구 밀도는 120명/km2이었다. 5개 군(Landkreise), 1개 시(Kreisfreie Städte)를 관할했다. 1990년에 할레현에서 분리되어 신설되었으며 2004년 1월 1일을 기해 폐지되었다.

## 하위 행정 구역

### 군(Landkreise)
1. 안할트체르프스트군(Alzey-Worms)
2. 베른부르크군(Bernburg)
3. 비터펠트군(Bitterfeld)
4. 쾨텐군(Köthen)
5. 비텐베르크군(Wittenberg)

### 시(Kreisfreie Städte)
1. 데사우시(Dessau)